# 歐洲國家盃帽子戲法列表

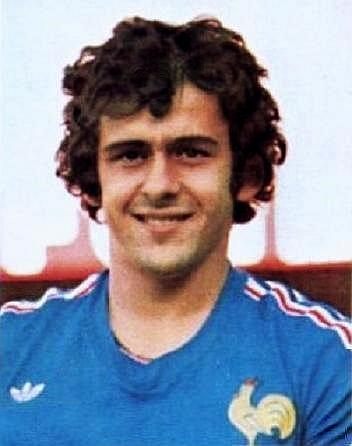
米歇爾·普拉蒂尼是唯一一位在歐洲國家盃完成兩次帽子戲法的球員

歐洲國家盃帽子戲法列表收錄所有歐洲國家盃（不含歐洲國家盃外圍賽）的帽子戲法，即一場比賽中同一名球員至少三次進球的情形。在歐洲國家盃中攻入帽子戲法是相對罕見的事件，在歐洲國家盃歷屆賽事中只出現八次帽子戲法。只有在歐洲足協認可某球員在一場比賽中攻入至少三球時，官方才會收錄帽子戲法。
這項比賽首次於1960年舉行，但在前四屆比賽中均沒有出現帽子戲法。在1976年準決賽中，迪特尔·穆勒在他的首場國際比賽中攻入歐洲國家盃第一個帽子戲法，當時西德在加時賽後以四比二擊敗南斯拉夫。四年後，另一位德國球員克勞斯·阿洛夫斯在小組賽中以三比二擊敗荷蘭攻入第二個帽子戲法。單屆賽事出現超過一個帽子戲法是在1984年，由法國隊長米歇爾·普拉蒂尼完成，他是唯一一位在歐洲國家盃完成兩次帽子戲法的球員，其中他對南斯拉夫上演帽子戲法是賽事史上最快的大三元，三個入球在18分鐘內完成。1988年马尔科·范巴斯滕在小組賽對英格蘭中上演帽子戲法後，1992年和1996年均沒有出現帽子戲法。
在2000年歐洲國家盃誕生兩個帽子戲法，沙治奧·干斯卡奧在葡萄牙對德國的小組賽中攻入全部入球，帕特里克·克鲁伊维特在荷蘭對南斯拉夫半準決賽中帽子戲法，以六比一大勝。歐洲國家盃最近一次帽子戲法是由西班牙的大卫·比利亚所攻入，他在2008年歐洲國家盃小組賽中以四比一擊敗俄羅斯完成。

## 歷年來帽子戲法列表
| 圖例 | 圖例                                     |
| ---- | ---------------------------------------- |
| 是   | 球員所屬球隊贏得比賽                     |
|      | 球員的球隊比賽打成和局（十二碼計為和局） |
| 否   | 球員所屬球隊輸掉比賽                     |

| # | 球員                | 入球時間            | 球隊   | 賽果         | 對手球隊 | 賽事年份及举办地      | 比賽階段 | 日期          | 來源   |
| - | ------------------- | ------------------- | ------ | ------------ | -------- | --------------------- | -------- | ------------- | ------ |
| 1 | 迪特尔·穆勒         | 82', 115', 119'     | 西德   | 4–2 （加时） | 南斯拉夫 | 1976年，南斯拉夫      | 準決賽   | 1976年6月17日 | [ 4 ]  |
| 2 | 克勞斯·阿洛夫斯     | 20', 60', 65'       | 西德   | 3–2          | 荷蘭     | 1980年，意大利        | 分組賽   | 1980年6月14日 | [ 5 ]  |
| 3 | 米歇爾·普拉蒂尼 (1) | 4', 74' (点球), 89' | 法國   | 5–0          | 比利时   | 1984年，法國          | 分組賽   | 1984年6月16日 | [ 6 ]  |
| 4 | 米歇爾·普拉蒂尼 (2) | 59', 62', 77'       | 法國   | 3–2          | 南斯拉夫 | 1984年，法國          | 分組賽   | 1984年6月19日 | [ 7 ]  |
| 5 |                     | 44', 71', 75'       | 荷蘭   | 3–1          | 英格兰   | 1988年，西德          | 分組賽   | 1988年6月15日 | [ 8 ]  |
| 6 | 沙治奧·干斯卡奧     | 35', 54', 71'       | 葡萄牙 | 3–0          | 德国     | 2000年，比利時 / 荷蘭 | 分組賽   | 2000年6月20日 | [ 9 ]  |
| 7 | 帕特里克·克鲁伊维特 | 24', 38', 54'       | 荷蘭   | 6–1          | 南斯拉夫 | 2000年，比利時 / 荷蘭 | 半準決賽 | 2000年6月25日 | [ 10 ] |
| 8 | 大卫·比利亚         | 20', 44', 75'       | 西班牙 | 4–1          | 俄羅斯   | 2008年，奧地利 / 瑞士 | 分組賽   | 2008年6月10日 | [ 11 ] |